# بابلو ليميل
بابلو ليميل مالو دي مولينا (8 أغسطس 1892 – 17 يناير 1982) كان لاعب كرة قدم إسبانيًا، شغل مركز حارس المرمى، ولعب لصالح أندية أتلتيكو مدريد، وريال مدريد، وإسبانيول خلال عشرينيات القرن العشرين. مثّل أيضًا منتخب كتالونيا في ثلاثينيات القرن نفسه. وعمل لفترة قصيرة حكمًا لكرة القدم. وكان شقيقه، مانويل، لاعبًا في نادي إسبانيول.

## المسيرة المهنية
وُلد بابلو ليميل في 8 يناير 1892 في برشلونة، لكنه قضى معظم مسيرته في مدريد، حيث بدأ أولى خطواته مع نادي أتلتيكو مدريد عام 1907، وكان عمره لا يتجاوز 15 عامًا، قبل أن ينتقل إلى نادي سوسيداد خيمينأستيكا في الفترة من 1907 حتى 1909، ومن ثم انضم إلى صفوف إسبانيول مدريد في عام 1909. شارك مع النادي الأخير في مباراتين رسميتين فقط، وكانتا ضمن كأس ملك إسبانيا 1909، منها النهائي الذي خسر فيه الفريق بنتيجة 3–1 أمام نادي سبتامانيا.
عاد ليميل إلى سوسيداد خيمينástica لموسم إضافي في 1909–1910، وكان الفريق يتمتع بتشكيلة قوية يقودها كابتن لاعب الوسط سقراطس كوينتانا، إلى جانب المدافعين خوسيه كاروانا وخوسيه مانويل كينديلان، حيث نجحوا في الفوز ببطولة المنطقة الوسطى 1909–1910. لم تشارك سوسيداد خيمينástica في كأس ملك إسبانيا 1910، وبما أن فريقهم لم يكن منافسًا على اللقب، فقد اختير كينديلان وليميل ليكونا حكامًا في البطولة، حيث أدار ليميل نهائي نسخة بطولة الاتحاد الفيدرالي لكرة القدم بين نادي برشلونة وناديه السابق إسبانيول مدريد، وانتهى اللقاء بفوز برشلونة 3–2. ويُعتقد أنه بعمر 18 عامًا، يعد أصغر حكم أدار نهائي كأس ملك إسبانيا حتى الآن.[بحاجة لمصدر]
لم يغب أداؤه كحارس عن أنظار منافس سوسيداد الرئيسي، نادي مدريد إف سي، الذي ضمه في عام 1910. وعلى الرغم من بقائه مسجلًا في النادي حتى عام 1918، اقتصر ظهوره الرسمي على سبع مباريات فقط، جميعها في موسم 1915–1916، منها خمس مباريات في بطولة المنطقة الوسطى التي تُوِّج بها الفريق، ومباراتان في كأس ملك إسبانيا. جاءت المباراتان الأخيرتان في نصف نهائي الكأس، حيث واجه مدريد نادي برشلونة في أول كلاسيكو رسمي بعد 14 عامًا؛ بدأ إدواردو تيوس في مباراة الذهاب في برشلونة، وبعد خسارة الفريق 1–2، قررت الإدارة الدفع بليميل في مباراة العودة على ملعب مدريد، حيث قدم أداءً متميزًا وساهم في فوز فريقه 4–1، مما أدى إلى إقامة مباراة فاصلة انتهت بتعادل 6–6، ثم عاد تيوس للتشكيلة الأساسية في المباراة الفاصلة الثانية التي انتهت بفوز مدريد 4–2، ليبلغ النهائي الذي غاب فيه ليميل كبديل، وخسر فيه مدريد 0–4 أمام أتلتيك بلباو.
في عام 1918، عاد إلى كتالونيا وانضم إلى نادي إسبانيول، وشارك في مباراة واحدة فقط ضمن بطولة كتالونيا ضد سي إي سابادي، حيث لعب حارسًا بسبب مرض الحارس الأساسي رامون بروغيرا في ذلك اليوم.

## الأنشطة بعد الاعتزال
بعد اعتزاله اللعب، عمل بابلو ليميل حكم كرة قدم، وكان أيضًا عضوًا في مجلس إدارة نادي إسبانيول، حيث شارك في حفل افتتاح ملعب ساريا عام 1922، وبقي على ارتباط بالنادي لعدة سنوات.
في صباح 1 نوفمبر 1924، كان ليميل، البالغ من العمر 32 عامًا، من بين اللاعبين الاحتياطيين الذين لم يشاركوا في مباراة ودية أُقيمت بين قدامى لاعبي مدريد لعام 1904 وقدامى لاعبي عام 1916، وذلك تكريمًا لسوتيرو أرانغورن وألبيرتو ماتشيمبارينا.

## الوفاة
توفي ليميل في برشلونة في 17 يناير 1982، عن عمر يناهز 90 عامًا.

## الإنجازات
إسبانيول دي مدريد
- الوصيف في كأس الملك: 1909

سوسييداد خيمناستيكا
- بطولة المنطقة الوسطى (كامبيوناتو ريجونال سنترو): 1909–10

ريال مدريد (مدريد إف سي سابقًا)
- بطولة المنطقة الوسطى: 1915–16
- الوصيف في كأس الملك: 1916